# СУ-85
СУ-85 — середня по масі  радянська самохідно-артилерійська установка (САУ), що належить до класу  винищувачів танків. СУ-85 активно і успішно використовувалися з вересня 1943 року до закінчення  німецько-радянської війни.

## Історія створення і виробництва
Машини цієї марки випускалися на Уральському заводі важкого машинобудування (УЗВМ,  Уралмаш) з серпня 1943 по липень 1944 року, всього було побудовано 2329 самохідок. Після розробки більш потужної самохідки СУ-100 через затримку випуску 100-мм бронебійних снарядів і припинення випуску бронекорпусів для СУ-85 до грудня 1944 випускався перехідний варіант СУ-85 м. Фактично він являв собою СУ-100 з 85-мм гарматою Д-5С. Від початкового варіанту СУ-85 «модернізована» СУ-85 м відрізнялася більш потужної лобовою бронею і збільшеним боєзапасом. Всього було побудовано 315 таких машин.

## Озброєння
Основним озброєнням СУ-85 була нарізна 85-мм гармата Д-5, що випускалася у двох модифікаціях — Д-5С-85 і Д-85-С-85А. Ці варіанти різнилися методом виготовлення ствола і конструкцією затвора, а також масою своїх хитних частин — 1230 кг для Д-5С-85 і 1370 кг для Д-5С-85А. Взаємозамінними були тільки рама, гальмо відкату, накатник, відкидна частина огорожі, механізми наведення і спуску. Гармата монтувалася в рамної установці, яка за своєю суттю була реалізацією карданного підвішування. Горизонтальними цапфами гармата з'єднувалася з прямокутної форми рамою, яка, в свою чергу, могла повертатися вздовж вертикальної осі, що проходить крізь верхню та нижню частини нерухомої частини броньового кожуха гарматної установки, кріпиться болтами до лобової броньової плити САУ. Гармата Д-5С мала ствол довжиною 48,8 калібру, дальність стрільби прямою наводкою досягала 3,8 км, максимально можлива — 13,6 км. Діапазон кутів підвищення становив від −5 ° до +25 °, сектор горизонтального обстрілу був обмежений значеннями ± 10 ° від поздовжньої осі машини. Поворотний механізм гармати гвинтового типу, а підйомний — секторного, обслуговуються навідником. Спуск гармати механічний ручний.
Боєкомплект гармати становив 48 пострілів унітарного заряджання. Артилерійські постріли вкладалися в стелажі вздовж лівого борту і моторної перегородки, а також в надгусеничних нішах лівого борту і ящик під гарматою. Скорострільність гармати становила 6-7 пострілів у хвилину. До складу боєкомплекту могли входити практично всі 85-мм снаряди від зенітної гармати зр. 1939 р., але на практиці в переважній більшості випадків використовувалися тільки осколкові і бронебійні.

### Боєприпаси

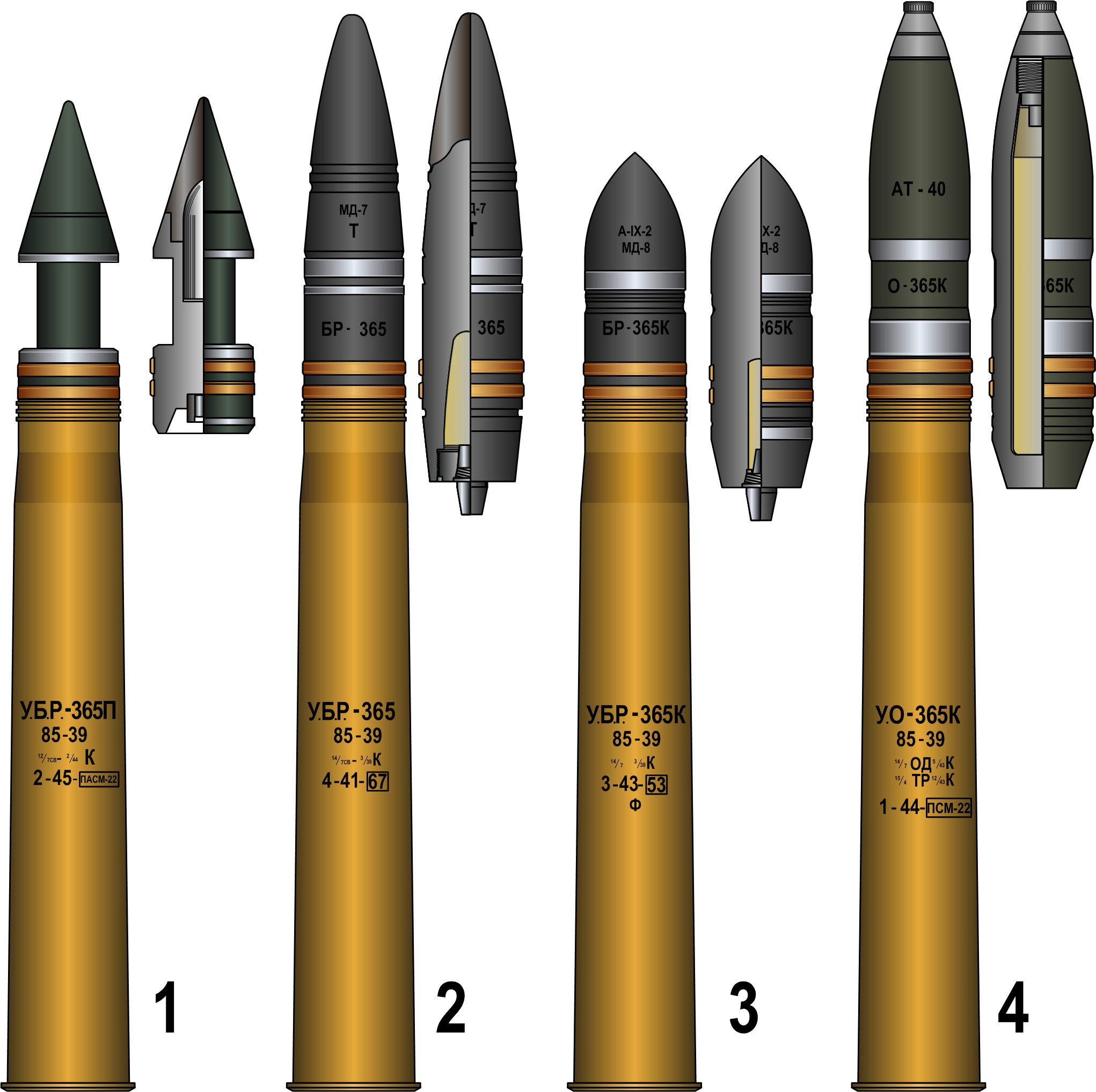
Постріли та снаряди до 85-мм танкової гармати Д-5С.
1. Постріл УБР-365П зі снарядом БР-365П (підкаліберний бронебійний снаряд трасуючий «котушкового» типу).
2. Постріл УБР-365 зі снарядом БР-365 (тупоголовий з балістичним наконечником з локалізатором трасуючої).
3. Постріл УБР-365К зі снарядом БР-365К (гостроголовий з локалізатором трасуючої).
4. Постріл УО-365К зі снарядом О-365К (сталева осколкова цільнокорпусна граната з детонатором КТМ).

У порівнянні з широким асортиментом боєприпасів  85-мм зенітної гармати 52-К — родоначальника гармати Д-5, боєкомплект СУ-85 був істотно менш різноманітний. До його складу входили:
- Бронебійний унітарний постріл масою 16 кг з тупоголовим бронебійно-трасуючими снарядами з балістичним наконечником 53-БР-365 масою 9,2 кг (маса вибухової речовини — тротил або аммотол — 164 г) і зарядом 54-Г-365 масою 2,48-2,6 кг; початкова швидкість 792 м / с;
- Бронебійний унітарний постріл масою 16 кг з гостроголовими бронебійно-трасуючими снарядами 53-БР-365К масою 9,2 кг (маса вибухової речовини — тротил або аммотол — 48 г) і зарядом Г-365 масою 2,48-2,6 кг; початкова швидкість 792 м / с;
- Бронебійний унітарний постріл масою 11,42 кг з підкаліберним снарядом котушкового типу 53-БР-365П масою 5,0 кг і зарядом 54-Г-365 масою 2,5-2,85 кг; початкова швидкість 1050 м / с;
- Осколковий унітарний постріл масою 14,95 кг зі снарядом 53-О-365 загальною масою 9,54 кг (маса вибухової речовини — тротил або аммотол — 741 г) і зарядом 54-Г-365 масою 2,6 кг; початкова швидкість 785 м / с.

Осколкові снаряди О-365 мали велике число варіантів і при оснащенні деякими типами детонаторів могли з успіхом використовуватися як фугасні.
За радянськими даними, бронебійний снаряд БР-365 по нормалі пробивав на відстані 500 м бронеплиту товщиною 111 мм, на вдвічі більшій дистанції при тих же умовах — 102 мм. Підкаліберний снаряд БР-365П на відстані 500 м по нормалі пробивав бронеплиту товщиною 140 мм. При куті зустрічі щодо нормалі 30 ° при стрільбі в упор снаряд БР-365 пробивав 98 мм, а на 600–1000 м — 88-83 мм броні.  

## Організаційно-штатна структура
У РСЧА СУ-85 надходили на озброєння  самохідно-артилерійських полків. Полки були основною тактичною одиницею самохідної артилерії. Самохідно-артилерійські полки СУ-85 комплектувалися за прийнятим в 1943 р. штатом № 010/453.
Його детальна структура виглядала наступним чином:
- Командир САП:
  - Батареї:
    - 1-ша батарея (4 СУ-85);
    - 2-га батарея (4 СУ-85);
    - 3-тя батарея (4 СУ-85);
    - 4-та батарея (4 СУ-85).

  - Штаб полку:
    - Взвод управління (1 Т-34 і 1 БА-64);

  - Служби тилу:
    - Полковий медпункт;
    - Господарське відділення;
    - Взводи:
      - Транспортний взвод;
      - Ремонтний взвод;
      - Взвод боєпостачання.[5]

## СУ-85 в відеоіграх
СУ-85 зображається як бойова одиниця в ряді відеоігор:
- У грі Sudden Strike 3: Arms for Victory;
- В танковому симуляторі Т-34 проти Тигра;
- В танковому симуляторі Panzer Front;
- У військовій стратегії Order of War[6];
- В MMO грі World of Tanks[7];
- В грі Close Combat III: The Russian Front і її рімейку Close Combat: Cross of Iron;
- В  покроковій стратегії Combat Mission II: Barbarossa to Berlin;
- У військовій стратегії R.U.S.E
- У військовій стратегії Face of War
- В ММО грі WarThunder
- Стратегії Company of Heroes 2

Відображення  тактико-технічних характеристик бронетехніки і особливостей її вживання в бою в багатьох іграх часто далеко від реальності.

## СУ-85 в літературі
У повісті  В. О. Курочкіна «На війні як на війні» головний герой молодший лейтенант Радянської Армії Малешкін є командиром СУ-85. У 1968 році за повістю знято однойменний  фільм.